# Libnotes (Libnotes) subocellata
Libnotes (Libnotes) subocellata is een tweevleugelige uit de familie steltmuggen (Limoniidae). De soort komt voor in het Australaziatisch gebied.